# Zwischenzins
Zwischenzinsen können sich ergeben, wenn ein Schuldner eine Verbindlichkeit vor dem Tag der Fälligkeit begleicht. Da der Gläubiger in diesem Falle vorzeitig die Nutzung des Kapitals erlangt, kann er für den Zwischenzeitraum Zinsen erwirtschaften, weswegen der vorzeitig leistende Schuldner berechtigt sein kann, diese Zwischenzinsen von dem Forderungsbetrag in Abzug zu bringen.
Das deutsche Recht regelt das Problem der Zwischenzinsen zunächst in § 272 BGB, darüber hinaus in mehreren spezialgesetzlichen Normen. § 272 BGB bestimmt lediglich, dass der Schuldner einer unverzinslichen Forderung im Falle der Leistung vor Fälligkeit nicht zum Abzug von Zwischenzinsen berechtigt ist. Daraus folgt im Umkehrschluss, dass im Falle einer verzinslichen Forderung der Abzug von Zwischenzinsen zulässig ist, freilich nur dann, wenn der Schuldner überhaupt zu einer vorzeitigen Leistung berechtigt ist.
Von dem Grundsatz, dass der Abzug von Zwischenzinsen unterbleibt, kennt das Gesetz mehrere Ausnahmen, beispielsweise dann, wenn der Gläubiger ausnahmsweise eine vorzeitige Leistung verlangen kann oder diese zu vertreten hat, so bei Gefährdung der Sicherungswirkung einer Hypothek wegen einer Verschlechterung des Grundstücks (§ 1133 BGB) oder nach einer Pflichtverletzung durch den Pfandgläubiger (§ 1217 Abs. 2 BGB).